# Bobby Lockwood
Bobby Lockwood (n. 25 mai 1993) este un actor britanic, cunoscut pentru rolul lui Rhydian Morris în Wolfblood, Mick Campbell în House of Anubis și pentru co-prezentarea emisiunii BBC Friday Download. 
În acest moment, Bobby Lockwood participă la Tumble, o emisiune de pe BBC One.

## Viața personală
Bobby Lockwood s-a născut în Basildon, Essex. Bobby a terminat colegiul SEEVIC. Acesta are o soră pe nume Abbie, și un frate pe nume James.

## Cariera
Cariera lui Bobby Lockwood începe de mic copil după ce acesta s-a înscris la școala Singer Stage în Essex. 
Acesta a fost vocea lui Patch în „101 Dalmațieni II: Aventura lui Patch în Londra”, în anul 2003. De asemenea, acesta a jucat în „The Bill” cu rolul lui Taylor Little - acesta a fost un personaj minor, apărând în doar trei episoade, în 2006. Între anii 2011 și 2012, acesta a avut rolul lui Mick Campbell în House of Anubis (serie internațională) pentru două sezoane; însă acesta a părăsit ulterior producția pentru rolul lui Rhydian Morris în Wolfblood. 
Pe 24 noiembrie 2013, Bobby Lockwood a câștigat un premiu BAFTA pentru cel mai bun personaj pentru copii.

## Trivia
El apare în showul Tumble, o producție BBC One, ca un concurent.
Este posesorul unei pălării-maimuță pe care acesta o numește Flower.
El are o pisică pe nume Alfie, un șarpe numit Thumper, și un melc de teren african pe nume Gary.
Prietenii lui îl poreclesc „Boris”.
Fratele său mai mare, James, îl poreclește „B”.
Când a fost adolescent, acesta a luat lecții de dans.
Când era copil emisiunile sale preferate de televiziune au fost Laboratorul lui Dexter, Jonny Bravo și SpongeBob Pantaloni-Pătrați.
Filmele sale preferate sunt Hercules și Zoolander.
Trupa sa favorită este The Maccabees.
În cazul în care el ar putea fi orice animal, în afară de un lup, el ar dori să fie o hienă, deoarece acesta „râd” tot timpul.
Unul din episoadele sale preferate din Wolfblood este ultimul episod al sezonului doi, „The Discovery”; acesta crede că ultima scenă este 
foarte emoționantă.
Un alt episod favorit din Wolfblood este „Occam's Razor” pentru că el și distribuția au filmat într-un hotel. El a spus că aceștia au o mulțime de amintiri frumoase de acolo.
El crede că Aimee Kelly este una din cele mai glumețe femei pe care le-a întâlnit.
El și Aimee Kelly sunt cei mai buni prieteni de când s-au cunoscut, pe platourile de filmare.
El a vorbit spaniolă în anunțul de promovare pentru Wolfblood în Spania.
Actorii din Wolfblood au avut o luptă cu tort pe platouri.
Vizionarea lui „Billy Elliot” l-a inspirat de a fi actor la vârsta de 14 ani.
El ar vrea ca Jhonny Deep să apară în cel puțin un episod din Wolfblood.
Echipa lui de fotbal favorita este Tottenham Hotspur F.C.
Bobby Lockwood ar vrea să fie James Bond pentru o zi.
El și Aimee au prezentat una dintre premiile RTS (Royal Television Society) în 2012.

## Filmografie

### Filme
| Anul | Titlu                                           | Rol   | Note        |
| ---- | ----------------------------------------------- | ----- | ----------- |
| 2003 | 101 Dalmațieni II: Aventura lui Patch în Londra | Patch | Voce        |
| 2013 | Ups&Downs                                       | Harry | Protagonist |

### Televiziune
| Anul            | Titlu           | Rol            | Note                             |
| --------------- | --------------- | -------------- | -------------------------------- |
| 2006            | The Bill        | Taylor Little  | Episoadele „443”, „448” și „449” |
| 2011-2012, 2013 | House of Anubis | Mick Campbell  | -                                |
| 2012-prezent    | Wolfblood       | Rhydian Morris | Protagonist                      |
| 2013            | Dani's Castle   | Conall Connor  | Episodul 3                       |
| 2014            | Tumble          | El însuși      | Concurent                        |
| 2014            | Hacker Time     | El însuși      | Invitat                          |